# Jorge Castañeda (futbolista)
Jorge "Tote" Castañeda Reyes (nacido el 12 de enero de 1970 en Guadalajara, Jalisco ) es un futbolista mexicano , que jugó como centrocampista actualmente retirado.

## Biografía
En 1987, cuando tenía dieciocho años, Castañeda firmó con el club Atlas. Se quedó con Atlas hasta 1996. El 13 de marzo de 1997, Castañeda firmó con el Colorado Rapids de la Major League Soccer . Regresó a México y terminó su carrera con Cruz Azul , Cruz Azul Hidalgo , Tecos de la UAG , Tigrillos y Lobos de la BUAP.
Castañeda logró dirigir al Atlas en forma interina tras salida de Rubén Omar Romano en septiembre de 2007.

## Selección nacional

### Categorías menores
Sub-23
Fue el capitán de la selección mexicana en los Juegos Olímpicos de 1992 en Barcelona, España jugando los tres partidos y anotando un gol olímpico ante Australia.
Participaciones en Juegos Olímpicos
| Torneo                   | Sede   | Resultado    |
| ------------------------ | ------ | ------------ |
| Juegos Olímpicos de 1992 | España | Primera fase |

Encuentros
| # | Fecha               | Rival     | Sede      | Estadio               | Resultado | Goles   | Competición              |
| - | ------------------- | --------- | --------- | --------------------- | --------- | ------- | ------------------------ |
| 1 | 26 de julio de 1992 | Dinamarca | Zaragoza  | Estadio La Romareda   | 1 - 1     |         | Juegos Olímpicos de 1992 |
| 2 | 28 de julio de 1992 | Australia | Barcelona | Estadio de Sarrià     | 1 - 1     | Anotado | Juegos Olímpicos de 1992 |
| 3 | 30 de julio de 1992 | Ghana     | Sabadell  | Estadi Nova Creu Alta | 1 - 1     |         | Juegos Olímpicos de 1992 |

## Clubes
| Club                 | País           | Año         |
| -------------------- | -------------- | ----------- |
| Atlas de Guadalajara | México         | 1987 - 1997 |
| Colorado Rapids      | Estados Unidos | 1997 - 1998 |
| Cruz Azul            | México         | 1999 - 2000 |
| Tecos de la UAG      | México         | 2000        |
| Tigrillos de la UANL | México         | 2001 - 2002 |
| Lobos de la BUAP     | México         | 2004 - 2005 |
| Cruz Azul Hidalgo    | México         | 2005 - 2007 |